# 덴표칸포
덴표칸포(일본어: 天平感宝)는 일본의 연호 중 하나이다. 일본의 역대 연호 최초로 4글자 연호가 사용된 시기이다. 첫 해만에 덴표쇼호로 개원되어 중요한 사건은 없었다.
- 전후 : 덴표(天平) 이후 - 덴표쇼호(天平勝宝) 이전.
- 시기 : 749년
- 천황 : 쇼무 천황

## 개원
- 덴표 21년 4월 14일(율리우스력 749년 5월 4일) 무쓰노쿠니에서 황금을 헌상받아 개원하여
- 덴표칸포 원년 7월 2일(율리우스력 749년 8월 19일) 덴표쇼호로 개원된다.

## 서력과의 대조표
| 덴표칸포    | 원년       |
| ----------- | ---------- |
| 서기 (西紀) | 749년      |
| 간지 (干支) | 기축(己丑) |

## 같이 보기
- 일본의 연호 일람

| 이전 덴표 | 일본의 연호 749년 | 다음 덴표쇼호 |